# Loxosceles cederbergensis
Espèce
Loxosceles cederbergensis est une espèce d'araignées aranéomorphes de la famille des Sicariidae.

## Distribution
Cette espèce est endémique du Cap-Occidental en Afrique du Sud,. Elle se rencontre vers Cederberg.

## Description
La femelle holotype mesure 7,0 mm.

## Étymologie
Son nom d'espèce, composé de cederberg et du suffixe latin -ensis, « qui vit dans, qui habite », lui a été donné en référence au lieu de sa découverte, Cederberg.

## Publication originale
- Lotz, 2017 : An update on the spider genus Loxosceles (Araneae: Sicariidae) in the Afrotropical region, with description of seven new species. Zootaxa, vol. 4341(4), p. 475-494.